# شیلا کائور
شیلا کائور (به انگلیسی: Sheela Kaur) بازیگر هندی است.
از کارهای معروف او می‌توان به بازی در فیلم‌های دویدن، دینا و پاراما ویرا چاکرا اشاره کرد.